# Chilelabb
Chilelabb (Stercorarius chilensis) är en stor mörk havsfågel med rovfågelsliknande karaktärer, som tillhör ordningen vadarfåglar där den placeras i familjen labbar.

## Utseende
Chilelabben är en stor labb med kroppslängden 53–58 cm och vingbredden 130–138 cm, dock mindre än antarktislabben som den annars liknar. Chilelabben är mörkare och mer enfärgad ovan, med mörkgrå hjässa och rödbrun undersida och undre vingtäckare, de senare ljusare och inte lika tydliga på äldre fåglar. I flykten syns utstickande förlängda centrala stjärtpennor, vilket inte ses hos antarktislabben. Ungfågeln är lik den vuxna fågeln men har gråare hjässa och är nästan tegelröd op undersida och undre vingtäckare.

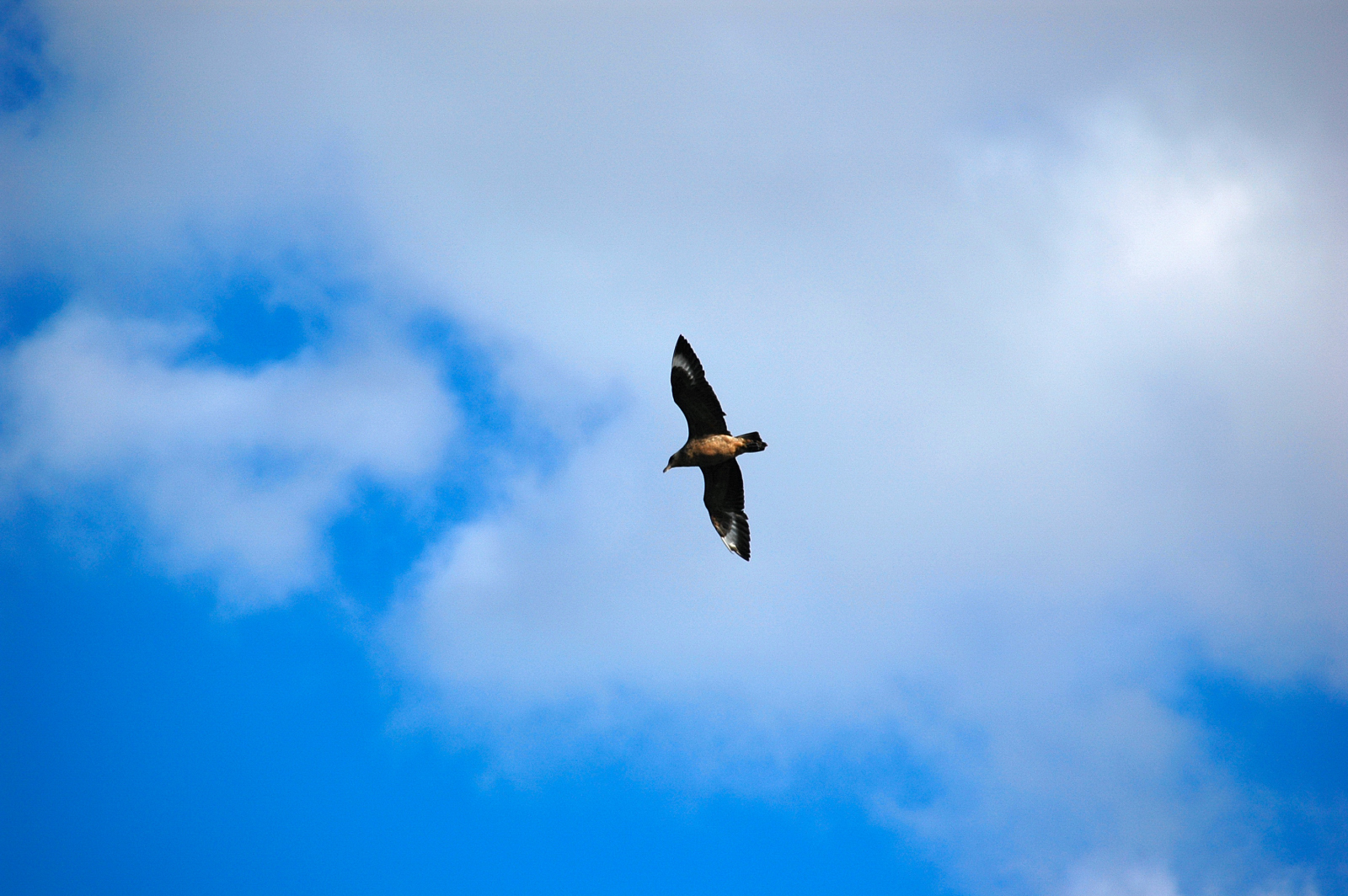
Chilelabb i flykten.

## Utbredning och systematik
Chilelabben häckar utmed kusten av Argentina och Chile, men utbredningsområdet utanför häckningstid sträcker sig till Antarktis och norrut till Brasilien och Peru. Labbarnas taxonomi är under diskussion och uppdelningen i arter är komplicerad, förmodligen på grund av att hybridisering är vanligt förekommande. Tidigare har därför vissa auktoriteter behandlat både chilelabb, antarktislabb (S. antarcticus) och sydpolslabb tillsammans som underarter till storlabb (S. skua), men numera anses de dock utgöra skilda arter. Underarten lonnbergi har å andra sidan föreslagits utgöra en egen art.

### Släktestillhöriget
Traditionellt placerades de på södra halvklotet förekommande labbarna samt storlabb i släktet Catharacta, och vissa gör det fortfarande. DNA-studier visar dock att bredstjärtad labb (Stercorarius pomarinus) och storlabb dock kan vara systerarter, vilket gör att de flesta taxonomiska auktoriteter idag placerar alla labbar i ett enda släkte, Stercorarius.

## Levnadssätt
Arten kan uppträda i stora födosökande flockar och utanför häckningstid lever den till stor del av kleptoparasitism vilket innebär att den jagar andra havsfåglar och tvingar dem att släppa, eller spy upp sitt byte. Chilelabb lever av fisk, as, fiskrens, ägg och gnagare.

## Status och hot
Chilelabben har en liten världspopulation uppskattad till högst 10.000 vuxna individer, men utbredningsområdet är stort och det finns inga tecken på vare sig några substantiella hot eller att populationen minskar. Utifrån dessa kriterier kategoriserar IUCN arten som livskraftig (LC).

## Namn
På svenska har fågeln även kallats chilensk labb.